# Kałamarnica Humboldta
Kałamarnica Humboldta (Dosidicus gigas) – gatunek kałamarnicy z rodziny strzalikowatych (Ommastrephidae), występujący m.in. w wodach Prądu Humboldta we wschodnim Oceanie Spokojnym.

## Charakterystyka
Kałamarnica Humboldta jest agresywna. Może być niebezpieczna dla człowieka. Zaobserwowano na przykład atak pewnej kałamarnicy Humboldta na badacza filmującego te zwierzęta. Nurkowi z trudem udało się uwolnić, gdy chwycił go osobnik 4-metrowej wielkości. Jedną z cech kałamarnicy Humboldta jest częste zmienianie barwy ciała (być może w celu porozumiewania się). Żywią się najprawdopodobniej rybami. Te zwierzęta żyją prawdopodobnie ok. 3 lat i giną zaraz po kopulacji. Ze względu na dużą żarłoczność związaną z szybkim metabolizmem uznawana jest w niektórych rejonach za gatunek inwazyjny.

### Rozmiary
Długość: ok. 4 m
Długość macek: ok. 2,5 m
Masa ciała: ok. 45 kg.

## Występowanie
Kałamarnice Humboldta żyją na całej szerokości południowoamerykańskiego wybrzeża Pacyfiku oraz w całym Morzu Karaibskim. Zamieszkują także część zachodniego Atlantyku.